# Koisoru Vampire
Koisoru Vampire (恋する ヴァンパイア?), noto anche con il titolo internazionale Vampire in Love, è un film del 2015 scritto e diretto da Mai Suzuki.

## Trama
Kiira conosce Tetsu fin da piccola, ed è da sempre stata innamorata di lui, tuttavia non gli ha mai confessato il suo più grande segreto, ossia quello di essere un vampiro. In seguito alla morte dei propri genitori, le strade della ragazza e di Tetsu si separano; otto anni più tardi, il giovane si presenta però nella pasticceria in cui Kiira lavora.

## Distribuzione
In Giappone la pellicola ha goduto di una distribuzione nazionale a cura della Phantom Film, a partire dal 17 aprile 2015.